# Клер Александер
Клер Артур Александер (англ. Claire Arthur Alexander), нар. 16 червня 1945, Колінгвуд) — канадський хокеїст, що грав на позиції захисника.

## Ігрова кар'єра
Хокейну кар'єру розпочав 1965 року виступами за команду «Кіченер Рейнджерс» в ОХА.
Протягом професійної клубної ігрової кар'єри, що тривала 9 років, захищав кольори команд «Торонто Мейпл-Ліфс», «Ванкувер Канакс», «Едмонтон Ойлерс» та «Бад-Наугайм».
Загалом провів 171 матч у НХЛ, включаючи 16 ігор плей-оф Кубка Стенлі.

## Статистика
| Сезон        | Клуб                               | Ліга         | Регулярний сезон | Регулярний сезон | Регулярний сезон | Регулярний сезон | Регулярний сезон | Плей-оф | Плей-оф | Плей-оф | Плей-оф | Плей-оф |
| Сезон        | Клуб                               | Ліга         | І                | Г                | П                | О                | ШХ               | І       | Г       | П       | О       | ШХ      |
| ------------ | ---------------------------------- | ------------ | ---------------- | ---------------- | ---------------- | ---------------- | ---------------- | ------- | ------- | ------- | ------- | ------- |
| 1965–66      | «Кіченер Рейнджерс»                | ОХА          | 45               | 2                | 15               | 17               | 26               | —       | —       | —       | —       | —       |
| 1966–67      | «Ноксвілл Найтс»/«Джонстаун Джетс» | СХЛ          | 67               | 17               | 20               | 37               | 39               | —       | —       | —       | —       | —       |
| 1967–68      | «Коллінгвуд Кайнгс»                | ОХА          | 40               | 17               | 32               | 49               | 36               | —       | —       | —       | —       | —       |
| 1968–69      | «Коллінгвуд Кайнгс»                | ОХА          | 39               | 30               | 32               | 62               | 16               | —       | —       | —       | —       | —       |
| 1971–72      | «Орілья Терріерс»                  | ОХА          | 38               | 13               | 28               | 41               | 42               | —       | —       | —       | —       | —       |
| 1972–73      | «Орілья Терріерс»                  | ОХА          | 41               | 17               | 29               | 46               | 40               | —       | —       | —       | —       | —       |
| 1972–73      | «Тулса Ойлерс»                     | ЦПХЛ         | 5                | 5                | 1                | 6                | 9                | —       | —       | —       | —       | —       |
| 1973–74      | «Оклахома-Сіті Блейзерс»           | ЦПХЛ         | 72               | 23               | 37               | 60               | 34               | 9       | 3       | 4       | 7       | 2       |
| 1974–75      | «Оклахома-Сіті Блейзерс»           | ЦПХЛ         | 33               | 8                | 17               | 25               | 14               | —       | —       | —       | —       | —       |
| 1974–75      | «Торонто Мейпл-Ліфс»               | НХЛ          | 42               | 7                | 10               | 17               | 12               | 7       | 0       | 0       | 0       | 0       |
| 1975–76      | «Оклахома-Сіті Блейзерс»           | ЦПХЛ         | 43               | 25               | 31               | 56               | 22               | —       | —       | —       | —       | —       |
| 1975–76      | «Торонто Мейпл-Ліфс»               | НХЛ          | 33               | 2                | 6                | 8                | 6                | 9       | 2       | 4       | 6       | 4       |
| 1976–77      | «Торонто Мейпл-Ліфс»               | НХЛ          | 48               | 1                | 12               | 13               | 12               | —       | —       | —       | —       | —       |
| 1977–78      | «Тулса Ойлерс»                     | ЦПХЛ         | 46               | 14               | 42               | 56               | 22               | —       | —       | —       | —       | —       |
| 1977–78      | «Ванкувер Канакс»                  | НХЛ          | 32               | 8                | 18               | 26               | 6                | —       | —       | —       | —       | —       |
| 1978–79      | «Даллас Блек Гокс»                 | ЦПХЛ         | 7                | 1                | 2                | 3                | 0                | 6       | 1       | 2       | 3       | 4       |
| 1978–79      | «Едмонтон Ойлерс»                  | ВХА          | 54               | 8                | 23               | 31               | 16               | —       | —       | —       | —       | —       |
| 1979–80      | «Бад-Наугайм»                      | Бундесліга   | 44               | 32               | 18               | 50               | 96               | —       | —       | —       | —       | —       |
| 1980–81      | «Бад-Наугайм»                      | Бундесліга   | 37               | 17               | 18               | 35               | 48               | 5       | 4       | 1       | 5       | 27      |
| Усього в НХЛ | Усього в НХЛ                       | Усього в НХЛ | 155              | 18               | 46               | 64               | 36               | 16      | 2       | 4       | 6       | 4       |